# Cumberland Center
Cumberland Center es un lugar designado por el censo ubicado en el condado de Cumberland en el estado estadounidense de Maine. En el Censo de 2010 tenía una población de 2.499 habitantes y una densidad poblacional de 227,89 personas por km².

## Geografía
Cumberland Center se encuentra ubicado en las coordenadas 43°47′42″N 70°14′36″O / 43.79500, -70.24333. Según la Oficina del Censo de los Estados Unidos, Cumberland Center tiene una superficie total de 10.97 km², de la cual 10.96 km² corresponden a tierra firme y (0.07%) 0.01 km² es agua.

## Demografía
Según el censo de 2010, había 2.499 personas residiendo en Cumberland Center. La densidad de población era de 227,89 hab./km². De los 2.499 habitantes, Cumberland Center estaba compuesto por el 97.64% blancos, el 0.48% eran afroamericanos, el 0.4% eran amerindios, el 0.48% eran asiáticos, el 0.12% eran isleños del Pacífico, el 0.2% eran de otras razas y el 0.68% pertenecían a dos o más razas. Del total de la población el 1% eran hispanos o latinos de cualquier raza.